# Кричів I
Кричів І (біл. Крычаў I) — вузлова залізнична станція Могильовського відділення Білоруської залізниці на перетині неелектрифікованих ліній Рославль I — Могильов I, Орша — Унеча. До складу Кричівського залізничного вузла входять станції Осовець, Ходоси, Кричів II та Климовичі. Розташована в однойменному місті Могильовської області.

## Історія
Перший поїзд прибув на станцію у 1921 році. Для обслуговування пасажирів і розміщення персоналу з шлакобетону була побудована пасажирська будівля «Г»-образної форми загальною площею 307,45 м². У будівлі вокзалу розміщувалися: зал чекання на 95 пасажирів, каси, буфет, кухня, довідкове бюро, облікове бюро, черговий станції, начальник станції, комора, контора станції. Привокзальна площа тоді не мала покриття.
У 1929 році побудовані багажне приміщення та камери схову.
20 березня 1930 року дільниці Могильов — Жлобин, Могильов — Кричів — Рославль I та Могильов I — Осиповичі I  передані Західній залізниці із виключенням зі складу Московсько-Білорусько-Балтійської залізниці.
У 1931 році, після будівництва лінії Шестерівка — Могильов — Осиповичі станція набула статусу вузлової.
У 1950 році зведена нова цегляна будівля залізничного вокзалу загальною площею 512 м². У ньому знаходилися: зала чекання пасажирів, кабінет начальника вокзалу, довідкове бюро, медичний пункт, буфет, квиткові каси та приміщення для співробітників міліції.
У 2010 році завершений капітальний ремонт вокзалу станції Кричів І.

## Пасажирське сполучення
В середньому щомісяця з вокзалу Кричів І відправляється 25 000 пасажирів, з них у внутрішньореспубліканському і міжнародному сполученні — близько 1 000, а у приміському сполученні — 24 000 пасажирів.
Приміське сполучення здійснюється поїздами регіональних ліній економкласу до станцій Могильов I, Белинковичі, Комунари, Погодіно, Сураж, Ходоси.
Поїзди регіональних ліній бізнескласу прямують за маршрутом Могильов — Комунари, міжрегіональних ліній економ-класу до станції Орша-Центральна.

## Галерея

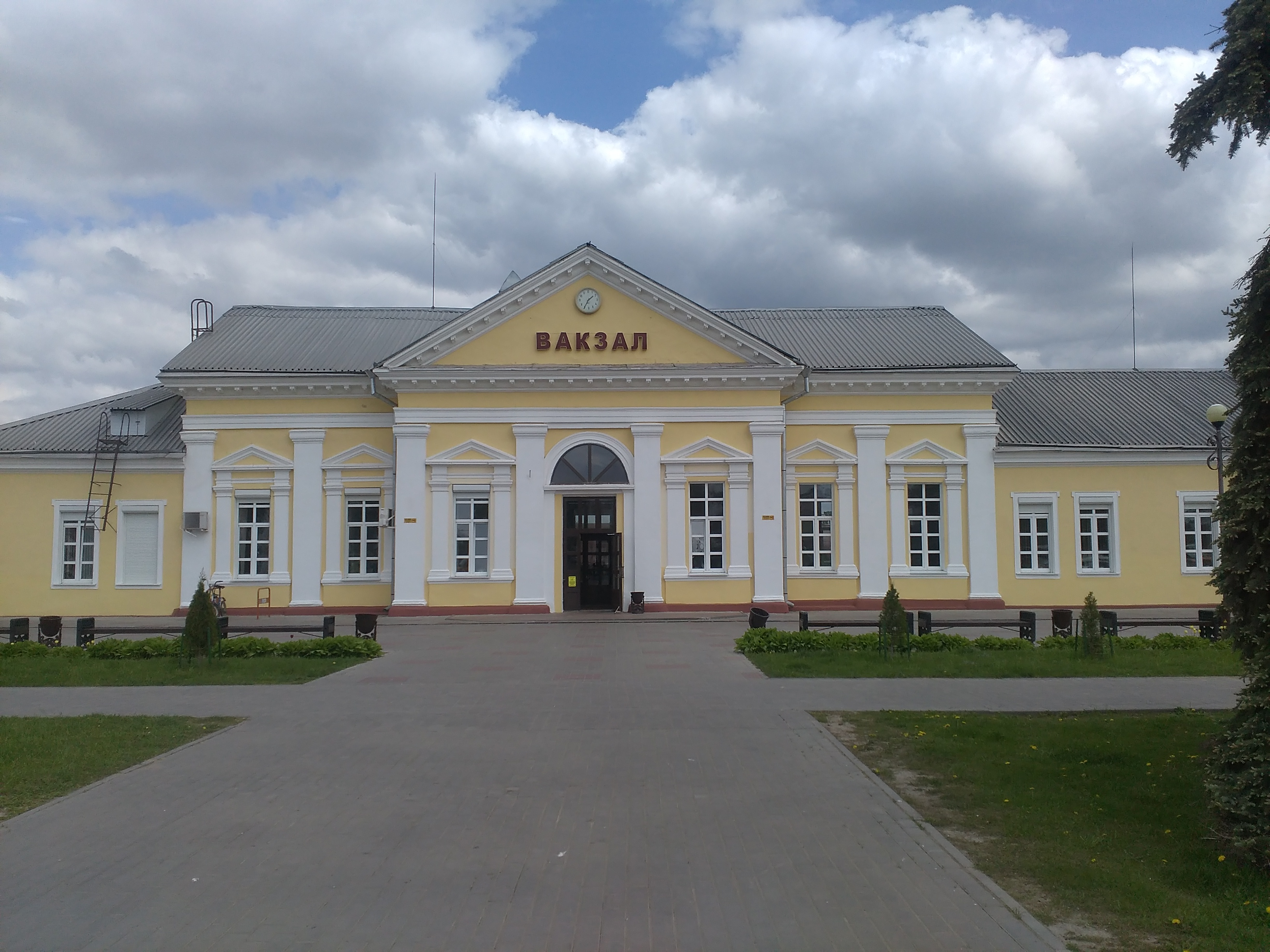
Залізничний вокзал
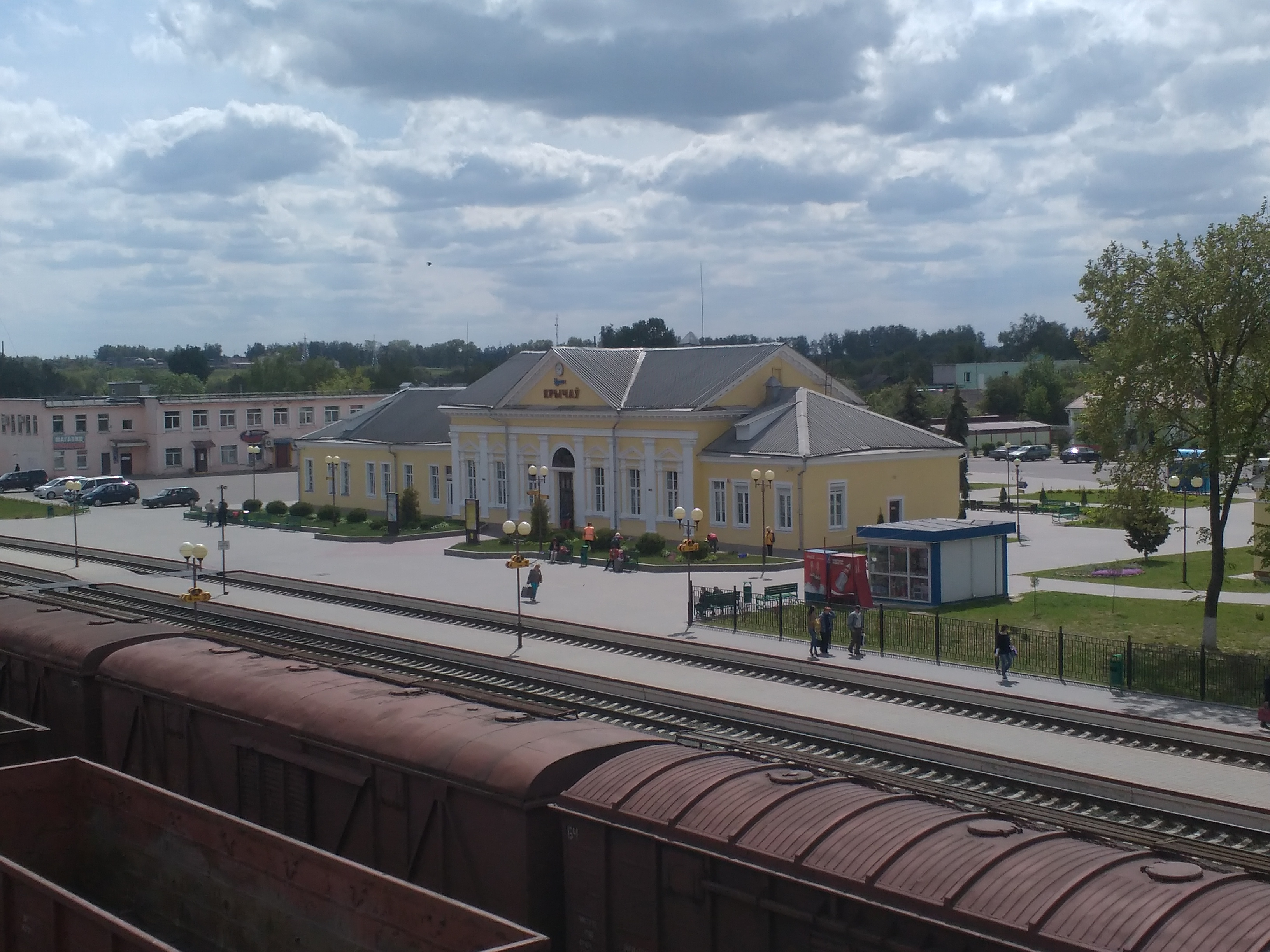
Платформи стації
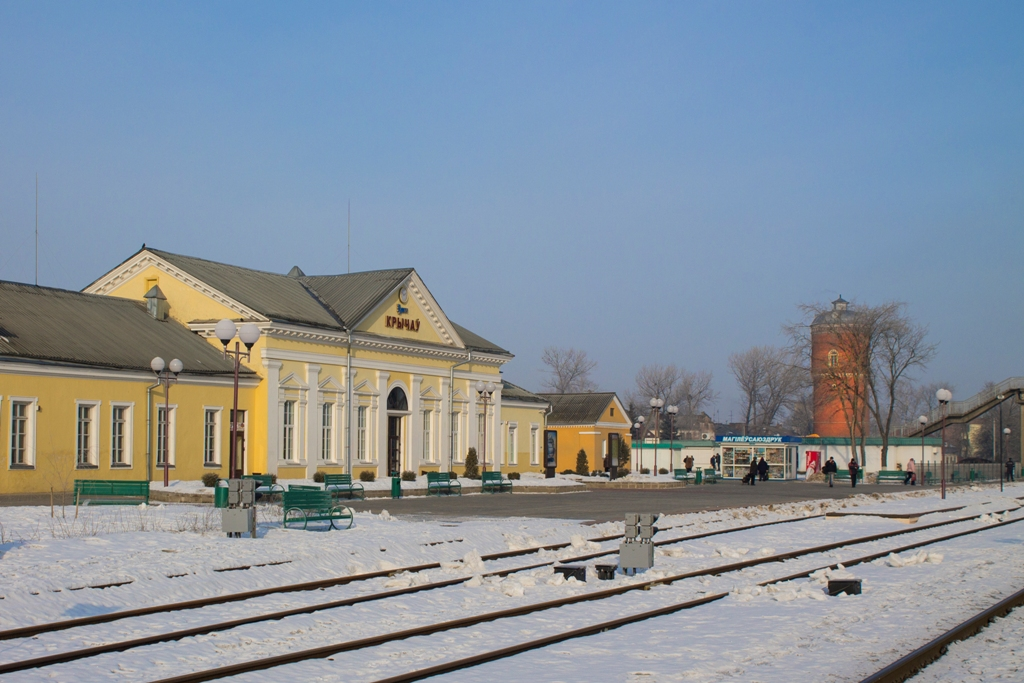
Вокзал взимку
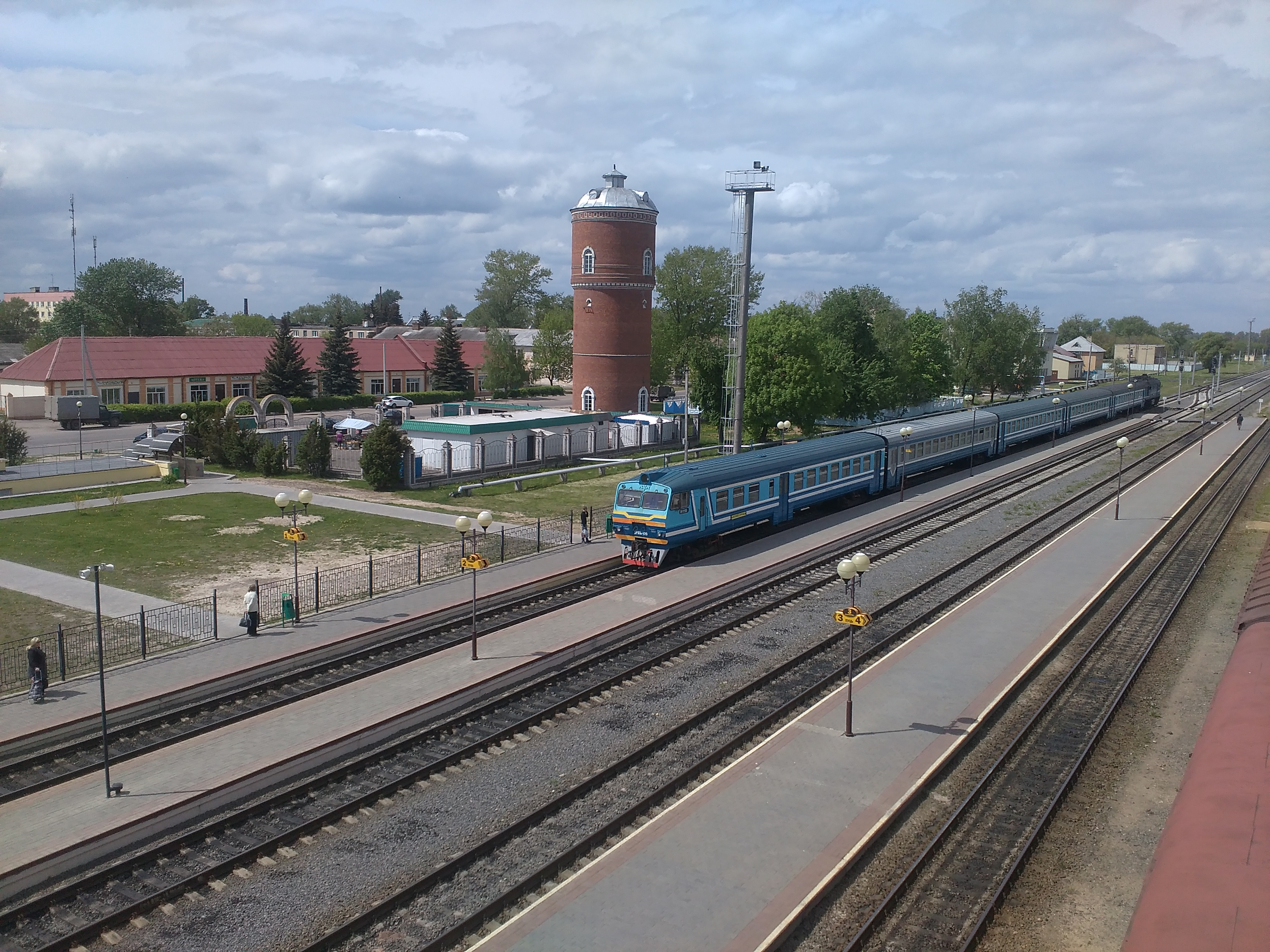
Дизель-поїзд на станції Кричів І
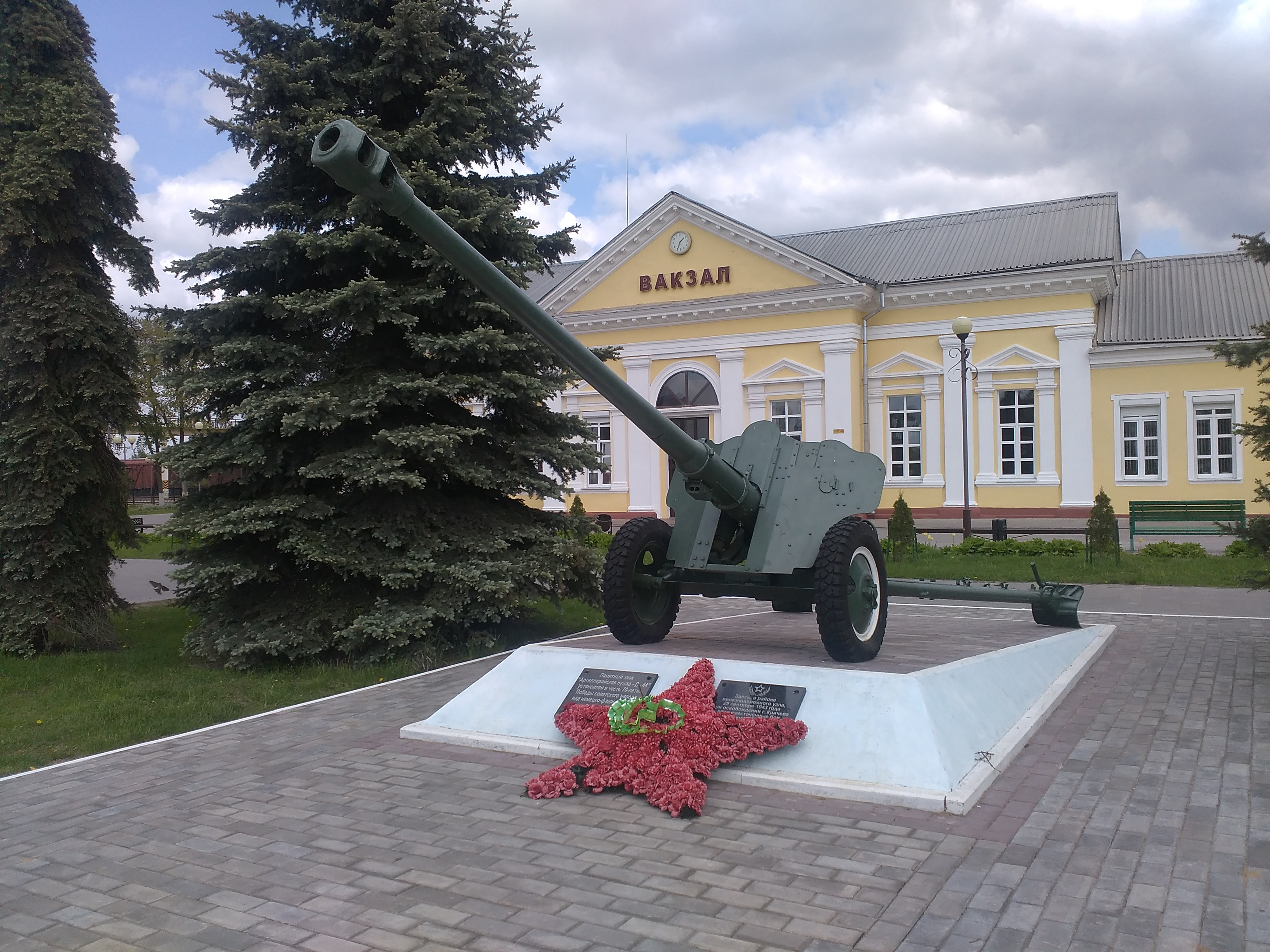
85 мм гармата Д44 біля вокзалу